# Понятувка (Люблінське воєводство)
Понятувка (пол. Poniatówka) — село в Польщі, у гміні Лісневичі Холмського повіту Люблінського воєводства.
Населення — 138 осіб (2011).
У 1975—1998 роках село належало до Холмського воєводства.

## Демографія
Демографічна структура станом на 31 березня 2011 року:
|          | Загалом | Допрацездатний вік | Працездатний вік | Постпрацездатний вік |
| -------- | ------- | ------------------ | ---------------- | -------------------- |
| Чоловіки | 67      | 13                 | 49               | 5                    |
| Жінки    | 71      | 13                 | 45               | 13                   |
| Разом    | 138     | 26                 | 94               | 18                   |